# جوردي ريبيرا
جوردي ريبيرا (بالإسبانية: Jordi Ribera) مواليد 3 مارس 1963 في ساريا دي تير، إسبانيا، هو لاعب كرة يد إسباني معتزل أصبح مدرباً. يدرب حاليا منتخب إسبانيا لكرة اليد.

## سجل المنافسة
شارك كمدرب في البطولات التالية:
- بطولة العالم لكرة اليد للرجال 2015
- الألعاب الأولمبية الصيفية 2016